# Doxazosina
Doxazosina é um alfa bloqueador usado para tratar hipertensão arterial e hiperplasia prostática benigna. É derivado da quinazolina comercializado pela Pfizer sob o nome de Carduran.

## Farmacocinética
Disponível em comprimidos de 1, 2 ou 4 mg, geralmente tomado uma vez ao dia. É absorvida 15% melhor sem alimento. A Dose máxima é 16 mg. A Doxazosina é bem absorvida com picos sanguíneos em torno de 2 horas. A biodisponibilidade é de cerca de 65%. A meia-vida é de 22h, eliminado principalmente nas fezes e menos de 5% são excretados como fármaco inalterado.

## Mecanismo de ação
É um bloqueador do receptor alfa-1 adrenérgico que inibe a ligação de norepinefrina aos alfa receptores no sistema nervoso autônomo. Seus principais efeitos são o relaxamento do tônus do músculo liso vascular (vasodilatação), o que diminui a resistência vascular periférica, levando a uma diminuição da pressão sanguínea e o relaxamento da bexiga e da próstata, facilitando a micção.

## Efeitos colaterais
Tem como principais efeitos colaterais a possibilidade de causar hipotensão postural(tontura ao levantar), desmaio, sonolência, cansaço, palpitações e dor de cabeça.